# تشارلي كليمنتس (طبيب)
تشارلي كليمنتس (بالإنجليزية: Charlie Clements)‏ هو طبيب أمريكي متقاعد وناشط في مجال حقوق الإنسان. شغل منصب المدير التنفيذي لمركز كار للدفاع عن حقوق الإنسان في كلية جون كينيدي الحكومية للعلوم بجامعة هارفارد منذ عام 2010 وحتى 2016. وعمل كرئيس ومدير تنفيذي للجنة الخدمية العالمية بين عامي 2003 و2010. وكان قبل ذلك رئيس منظمة أطباء للدفاع عن حقوق الإنسان.
كتب الدكتور كليمنتس كتابًا حمل عنوان (شاهد على الحرب) ونُشر في عام 1983، ورُشح فيلم وثائقي قصير يحمل نفس الاسم لجائزة الأوسكار في عام 1985. سرد هذا الكتاب تجربته باعتباره خريجًا متميزًا في أكاديمية القوات الجوية والذي نفذ أكثر من 50 مهمة في حرب فيتنام. رأى بعد تسعة أشهر من الخدمة أن الحرب كانت غير أخلاقية ورفض القيام بمهام لغزو كمبوديا. نقله سلاح الجو إلى مستشفى للأمراض النفسية. أُعلن بعد ذلك أنه يعاني من إعاقة عقلية بنسبة 10% وخرج من المستشفى.
دخل كليمنتس بعدها كلية الطب وأدرك أن الاستغلال والفقر والظلم هي غالبًا أسباب المرض. سمع لاحقًا أن الولايات المتحدة الأمريكية سترسل مساعدات عسكرية إلى حكومة دولة السلفادور، وهي حكومة دكتاتورية تملك فرقًا عسكرية مدربة من قبل الولايات المتحدة الأمريكية قتلت وشردت المئات من المواطنين السلفادوريين واغتصبت وأعدمت أربع راهبات أمريكيات في عام 1980 مع سحب المساعدات الأمريكية. اختار العمل في خضم الحرب الأهلية في السلفادور في منطقة تسيطر عليها جبهة فارابوندو مارتي للتحرير الوطني (FMLN) خوفًا من تطور الوضع كما حصل في فيتنام. قُصفت القرى التي خدم بها وأُطلقت صواريخ عليها بواسطة نفس سلاح الطيران الذي كان قد تدرب فيه من قبل.
أدلى كليمنتس بشهادته في الكونغرس عند عودته إلى الولايات المتحدة الأمريكية وتحدث في جميع أنحاء البلاد عن وحشية تصرفات الجيش الأمريكي في السلفادور، وقاد وفودًا من الكونغرس إلى المنطقة، وجمع ملايين الدولارات للمساعدات الإنسانية. دُعي كضيف خاص للتوقيع على اتفاقيات السلام في مدينة مكسيكو في نهاية الحرب الأهلية في عام 1992، ودُعي في عام 2009 إلى حفل تنصيب موريسيو فونيس كأول رئيس لجبهة فارابوندو مارتي للتحرير الوطني في السلفادور. في عام 1997، مثّل كليمنتس منظمة أطباء للدفاع عن حقوق الإنسان في التوقيع على معاهدة حظر الألغام الأرضية وبعد ذلك في حفل توزيع جوائز نوبل للحملة الدولية لحظر الألغام الأرضية. تفرغ كليمنتس لعمله في مجال حقوق الإنسان كرئيس ومدير تنفيذي للجنة الخدمية العالمية بعد أن لاحظ خداع الحكومة الأمريكية في بعثة حقوق الإنسان إلى العراق في عام 2003. وتابع إدارته لمركز كار للدفاع عن حقوق الإنسان في كلية جون كينيدي الحكومية للعلوم بجامعة هارفارد. وهو حاليًا المشرف على برنامج مساعدة الأطباء بجامعة تورو في كاليفورنيا.